# Navanax inermis
Navanax inermis är en snäckart som först beskrevs av James Graham Cooper 1863.  Navanax inermis ingår i släktet Navanax och familjen Aglajidae. Inga underarter finns listade i Catalogue of Life.

## Bildgalleri

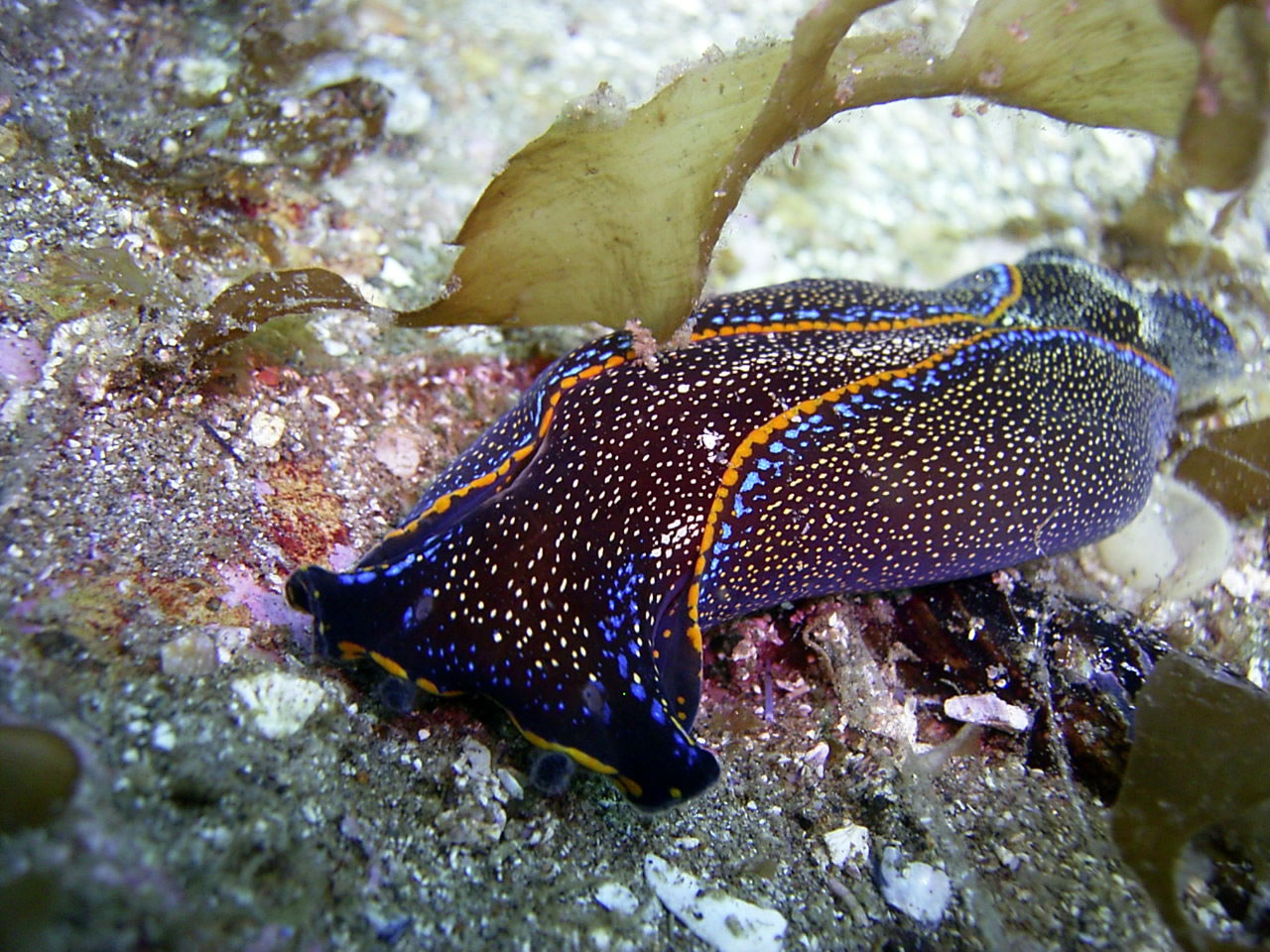